# Gordon Etel
Gordon Etel, Schwarcz (Esztergom, 1906. december 16. – Budapest, 1975. február 24.) tanár, kiadói főszerkesztő, műfordító.

## Élete
Schwarcz Márk (1869–1945) rőföskereskedő, ügynök és Stern Antónia gyermekeként született zsidó családban. Középiskolai tanulmányait szülővárosában, a Szent Imre Főreáliskolában végezte. A Debreceni Magyar Királyi Tisza István Tudományegyetemen 1939-ben magyar–francia szakon középiskolai tanári diplomát szerzett és doktorált. 1943-ban a Pesti Izraelita Hitközség Leánygimnáziumának óraadó tanára lett, majd a második világháború befejezése után középiskolai tanári állást kapott. 1950-től a Pedagógiai Főiskola magyar irodalmi tanszékének adjunktusa, később docense volt. 1955-től 1974-ig, nyugdíjazásáig a Szépirodalmi Könyvkiadóban szerkesztőségi csoportvezetőként dolgozott. Két éven át szerkesztette az Olcsó Könyvtár sorozatot. Összegyűjtötte, feldolgozta és rendezte Nagy Lajos cikkeinek, kritikáinak, tanulmányainak és karcolatainak teljes anyagát, a megjelent kötetekhez utószót írt. Sajtó alá rendezte Arany János balladáit, utószóval és jegyzetekkel látta el Krúdy Gyula A tegnapok ködlovagjai című gyűjteményét. Öngyilkos lett. 
A Kozma utcai izraelita temetőben nyugszik (22-34-22).

## Főbb művei
- Nőnevelés és oktatás a XIX. században Magyarországon (Debrecen, 1938)
- Külföldi renaissance irodalom (Budapest, 1952)
- Nagy Lajos: Válogatott karcolatok. Vál., sajtó alá rend., a jegyz. és az utószót írta Gordon Etel. (Budapest, 1957)
- Nagy Lajos: Képtelen természetrajz : karcolatok. Utószót írta Gordon Etel. Ill. Réber László. (Budapest, 1958, 3. kiadás: 1977, 4. kiadás: Budapest, 1980)
- Hector Malot: A tengerész fia. Ford. Máthé Lydia. Ill. Würtz Ádám. Utószó Gordon Etel. (Budapest, 1961)
- A tanítvány. Utószó Gordon Etel. Ill. Würtz Ádám (regény, Budapest, 1961)
- Krúdy Gyula: A tegnapok ködlovagjai : rajzok, emlékezések. Vál., sajtó alá rend., az utószót és a jegyzetet írta Gordon Etel. (Budapest, 1961)
- Nagy Lajos válogatott művei. Vál., sajtó alá rend. Gordon Etel, Vargha Kálmán (Budapest, 1963)
- Nagy Lajos: Élőkről jót vagy semmit!. Vál., szerk., utószó Gordon Etel. Ill. Szántó Piroska (Budapest, 1967)
- Nagy Lajos: Az elszabadult oroszlán. Vál. és sajtó alá rend. Gordon Etel. (Budapest, 1971)
- Arany János balladái. Sajtó alá rendezte: Gordon Etel. Bev. Sőtér István. Ill. Borsos Miklós (Budapest, 1974)

### Műfordításai
- Jean de Brunhoff: Babar utazása (Budapest, 1959)
- Roger Vailland: Különös játék (Budapest, 1963)
- Lida: A torkos medvebocs. Ill. Szávay Edit (Budapest, 1966)
- André Lang: Szenvedélyes élet (Budapest, 1966)
- Simone Martin-Chauffier: Kalandok a kalózhajón. Ill. Benkő Sándor (Budapest, 1966., 2. kiadás, Budapest, 1970)
- Georges Blond – Germaine Blond: Évezredek asztalánál : táplálkozásunk története. Ford. Vidor Pálnéval. Ill. Mészáros András (Budapest, 1971)

## Díjai, elismerései
- Szocialista Munkáért érdemérem (1963)[5]
- Munka Érdemrend arany fokozata (1974)[6]